# Sandra Stocker
Sandra Stocker (ur. 26 grudnia 1987) – szwajcarska siatkarka grająca jako środkowa. Obecnie występuje w hiszpańskiej drużynie GH Ecay Leadernet.